# Gustav Graben-Hoffmann
Gustav Graben-Hoffmann (ur. 7 marca 1820 w Bninie – zm. 21 maja 1900 w Poczdamie) – niemiecki kompozytor, śpiewak, pedagog muzyczny.

## Życiorys
Rozpoczynał swoją działalność muzyczną w Bydgoszczy, gdzie ukończył seminarium nauczycielskie i w Szubinie, gdzie po raz pierwszy został kantorem. W latach 1840–1843 był kantorem i nauczycielem w Poznaniu. Od 1843 przebywał w Berlinie, gdzie kształcił się muzycznie i został śpiewakiem-solistą w Sing-Akademie zu Berlin, prowadził też działalność pedagogiczną w Poczdamie. Po 1848 z powodu choroby musiał zarzucić działalność koncertową jako śpiewak, ale dokształcał się w dziedzinie kompozycji, m.in. w Lipsku u Moritza Hauptmanna.
Jako kompozytor Gustav Graben-Hoffmann tworzył przede wszystkim pieśni. Był również autorem prac pedagogicznych i teoretycznych.